# Physorhizophidium
Physorhizophidium är ett släkte av svampar. Physorhizophidium ingår i familjen Chytridiaceae, ordningen Chytridiales, klassen Chytridiomycetes, divisionen pisksvampar och riket svampar.
|                   | Chytridium                                      |
|                   |                                                 |
|                   | Zygorhizidium                                   |
|                   |                                                 |
|                   | Polyphagus                                      |
|                   |                                                 |
|                   | Rhizidium                                       |
|                   |                                                 |
|                   | Karlingiomyces                                  |
|                   |                                                 |
|                   | Phlyctochytrium                                 |
|                   |                                                 |
|                   | Polyphlyctis                                    |
|                   |                                                 |
|                   | Chytriomyces                                    |
|                   |                                                 |
|                   | Mesochytrium                                    |
|                   |                                                 |
|                   | Solutoparies                                    |
|                   |                                                 |
|                   | Podochytrium                                    |
|                   |                                                 |
|                   | Septosperma                                     |
|                   |                                                 |
|                   | Sporophlyctis                                   |
|                   |                                                 |
|                   | Sparrowia                                       |
|                   |                                                 |
|                   | Scherffeliomycopsis                             |
|                   |                                                 |
|                   | Rhizoclosmatium                                 |
|                   |                                                 |
|                   | Obelidium                                       |
|                   |                                                 |
|                   | Cylindrochytridium                              |
|                   |                                                 |
|                   | Sporophlyctidium                                |
|                   |                                                 |
|                   | Dangeardiana                                    |
|                   |                                                 |
|                   | Siphonaria                                      |
|                   |                                                 |
|                   | Saccomyces                                      |
|                   |                                                 |
|                   | Rhopalophlyctis                                 |
|                   |                                                 |
|                   | Phlyctorhiza                                    |
|                   |                                                 |
|                   | Loborhiza                                       |
|                   |                                                 |
|                   | Pseudopileum                                    |
|                   |                                                 |
|                   | Blyttiomyces                                    |
|                   |                                                 |
|                   | Scherffeliomyces                                |
|                   |                                                 |
| Physorhizophidium | \| \| Physorhizophidium pachydermum \| \| \| \| |
|                   | \| \| Physorhizophidium pachydermum \| \| \| \| |
|                   | Dangeardia                                      |
|                   |                                                 |
|                   | Macrochytrium                                   |
|                   |                                                 |
|                   | Nowakowskia                                     |
|                   |                                                 |
|                   | Physorhizophidium pachydermum                   |
|                   |                                                 |

|  | Physorhizophidium pachydermum |
|  |                               |